# Vallgornera Nou
Vallgornera Nou és una urbanització al terme municipal de Llucmajor, Mallorca. Situada al migjorn al costat de Cala Pi. La urbanització es va construir a la costa de la possessió de Vallgornera.